# ميخائيل دوفغاليوك
ميخائيل دوفجاليوك (بالروسية: Довгалюк, Михаил Джаванширович)‏ (مواليد 3 يونيو 1995) هو سبّاح روسي، مثّل بلاده في الألعاب الأولمبية الصيفية 2016.

## روابط خارجية
ميخائيل دوفجاليوك على موقع الاتحاد الدولي للسباحة (الإنجليزية)
- ميخائيل دوفجاليوك على موقع SwimRankings.net (الإنجليزية)
- ميخائيل دوفجاليوك على موقع اللجنة الأولمبية الدولية (الإنجليزية)
- ميخائيل دوفجاليوك على موقع أوليمبيديا (الإنجليزية)